# Gallina como mascota

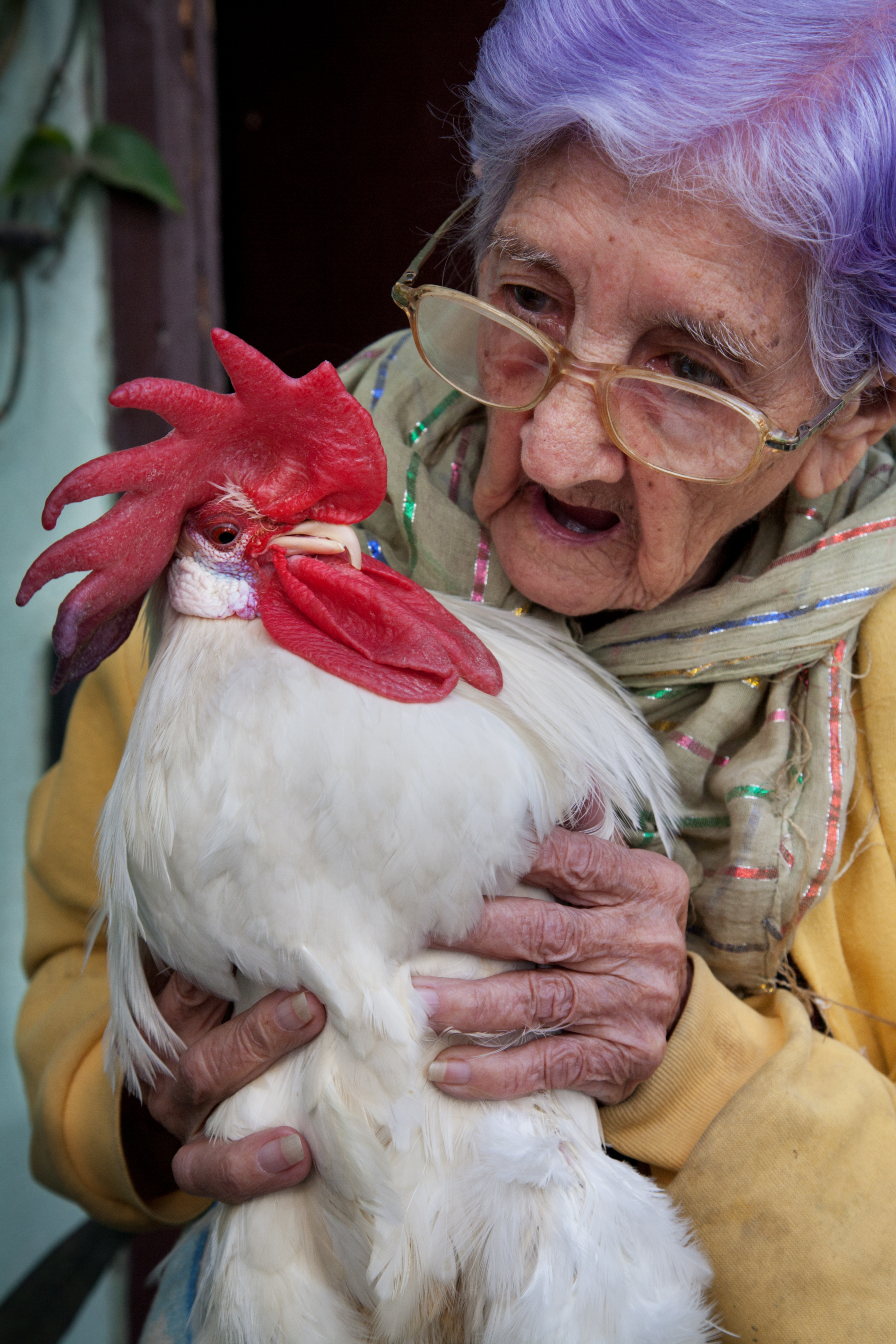
Una nonagenaria de La Habana, Cuba, con su gallo como mascota.

La gallina como mascota, que en su mayor parte se cría como animal doméstico, también puede criarse como mascota. Cada vez más gana en popularidad, particularmente entre los residentes urbanos (Neorruralismo) y los de las afueras de las ciudades. Para algunas personas, el comportamiento de estos animales, su aspecto, su tacto. su curiosidad o su tranquilidad  se consideran entretenidos. Son recicladoras espectaculares de todo tipo de restos de alimentos pero básicamente comen cereales como maíz, trigo, semillas de girasol y otros muchos piensos animales. Producen huevos casi a diario. La alimentación de las gallinas es variada. Necesitan un pienso adecuado y adaptado a su edad. Hay que darles también vegetales como lechuga, acelgas, hojas de coles. No les puede faltar arena adaptada para ayudarles a hacer la digestión. Al no disponer de dientes se ayudan de los granos de arena para machacar o triturar lo que ingieren. La cáscara de ostra es un  grano soluble  que puede aportar calcio extra en su dieta. Las gallinas necesitan muchos elementos minerales para su plumaje y para las cáscaras de sus huevos. 
Las gallinas también necesitan  acceso constante a agua limpia y fresca  en su gallinero y son animales con intensa vida social. En invierno, y dependiendo de las diferentes regiones climáticas del mundo hay que asegurarse de quitar el hielo del agua. Los bebederos deben ser adaptado para evitar que los polluelos puedan sumergirse y ahogarse. 
Limpiar periódicamente sus dispensadores de comida, sus bebederos y sus perchas o gallineros son tareas específicas y cotidianas del cuidador. 

## Sobre su comportamiento
La gallina en su calidad de mascota presente en las ciudades gana adeptos frente al gallo. Este último. con su sonoro canto matutino o vespertino puede llegar a generar molestias al vecindario de barrios o ciudades. . 
En España, la «Ley 7/2023», conocida como «Ley de Bienestar Animal» –de ámbito estatal–, dice que «son animales de compañía todos los perros, todos los gatos y también los hurones», «y que también se puede considerar cualquier animal doméstico o silvestre en cautividad, mantenido por el ser humano en el hogar, siempre que se pueda tener en condiciones de bienestar, que respete las condiciones de bienestar, que respete sus necesidades etológicas, que pueda adaptarse al cautiverio y que su tenencia no tenga como destino su consumo o el aprovechamiento de sus producciones». Por lo tanto Se puede tener como compañía a cualquier animal que haya perdido su fin productivo y que lo hayamos registrado e identificado (microchip, anilla, etc.), como si fuera un perro o un gato. «Según la ley, no podríamos vender los huevos que ponga la gallina o gallinas que tuviéramos en un piso».
En Chile, el Servicio agrícola y ganadero (SAG) explica que, salvo contingencias sanitarias, no existe prohibición para convivir con aves de corral en la ciudad. Las gallinas, son consideradas mascotas y no animales de producción.
En EE.UU, hay normativa específica en algunos estados que regulan la Cría de Gallinas Residencial mediante ordenanzas. 
No está especificada la cantidad de gallinas que pueden tenerse en casa pero expertos en la materia y veterinarios consideran que no hay que sobrepasar los cinco ejemplares y a menudo se descartan los gallos para evitar molestar con ruidos matutinos o vespertinos a los demás vecinos.
Las gallinas son animales que necesitan muchos cuidados y atención, en particular en cuanto a aspectos como la limpieza e higiene se refiere. Las gallinas como animales de compañía pueden enfermar. En la mayor parte de ciudades españolas hay clínicas veterinarias que atienden de forma específica a las aves.     
Las gallinas como mascotas son animales considerablemente apreciados para que los más pequeños se ocupen de ellosSon animales muy dóciles y que pronto establecen relaciones o lazos afectivos con su cuidador. Saben contar, pueden desarrollar razonamientos lógicos, recuerdan experiencias personales, pueden anticiparse a eventos futuros, son capaces de controlar sus propios impulsos y reacciones, forman complejas organizaciones sociales, son plenamente autoconscientes, muestran tendencias maquiavélicas en sus interacciones sociales.

## Gallinero

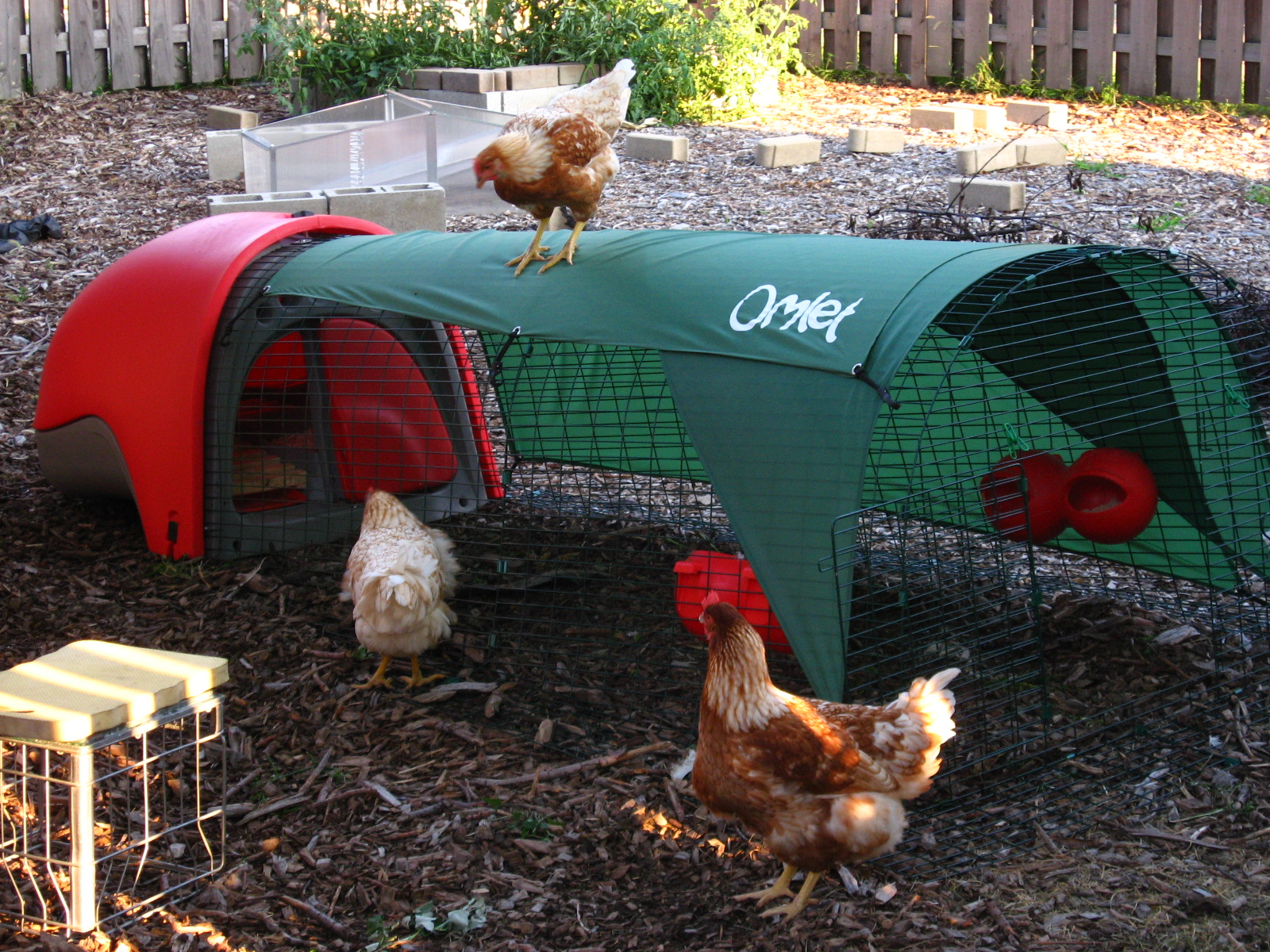
Pollos como mascotas en un gallinero prefabricado pequeño y liviano

Las gallinas requieren de un espacio específico que les sirva de refugio, de estancia y necesitan una percha para poder dormir por la noche, un comedero y un bebedero. Para su bienestar y confort siempre deben disponer de alimento y agua limpia así como de un ponedero para poner huevos. Se debe proporcionar un mínimo de 1 m2  de espacio por gallina y limpieza diaria.

## Gallinas enanas
Existen razas de gallinas que tienen un tamaño muy reducido a las que se llaman Gallinas enanas. Estas gallinas necesitan menos espacio para poder vivir. Representan por lo tanto una solución para las personas que deseen albergar gallinas como mascotas, sin disponer necesariamente de mucho terreno disponible. Independiente de una menor necesidad de espacio, estas gallinas tienen sus especificidades.Pueden llegar a volar más alto que las demás gallinas por lo que convendrá tenerlas en un recinto convenientemente cercado, rascan menos el suelo, causando menos daño a los espacios donde viven. También se sabe que viven más y se domestican más rápidamente que los pollos más grandes.
Hay dos tipos de pollos enanos: los de las razas habituales de pollos domésticos, y los calificados como pollos enanos “reales” porque no existen en tamaños más grandes. 